# Radio (Beyoncé)
Radio is een nummer van de Amerikaanse r&b-zangeres Beyoncé uit 2009. Het is de zesde single van haar derde studioalbum I Am... Sasha Fierce.
Het nummer is alleen in Nederland uitgebracht, dit ter promotie van een radioprogramma. Radio 538 verkoos het nummer tot Alarmschijf, en het haalde de 14e positie in de Nederlandse Top 40.